# Renale Denervation
Die renale Denervation (auch: Denervierung; lateinisch ren = Niere) ist ein interventionell-radiologisches Verfahren zur Behandlung des Bluthochdrucks. Dabei werden minimalinvasiv die Nervenbahnen zwischen dem Gehirn und der Niere unterbrochen.

## Indikation
Die Niere ist bei der Regulierung des Blutdrucks von zentraler Bedeutung. Bei einer erhöhten efferenten (vom Gehirn zur Niere leitenden) Aktivität des Sympathikus (ein bestimmter Teil des vegetativen Nervensystems) und der daraus erhöhten Nierenaktivität werden die blutdruckerhöhenden Stoffe Renin und Noradrenalin freigesetzt. Für die Behandlung von Patienten mit renaler und teilweise essenzieller Hypertonie (Bluthochdruck) bieten daher die efferenten und afferenten (von der Niere zum Gehirn leitend) renalen Nerven einen Behandlungsansatz.

## Methode

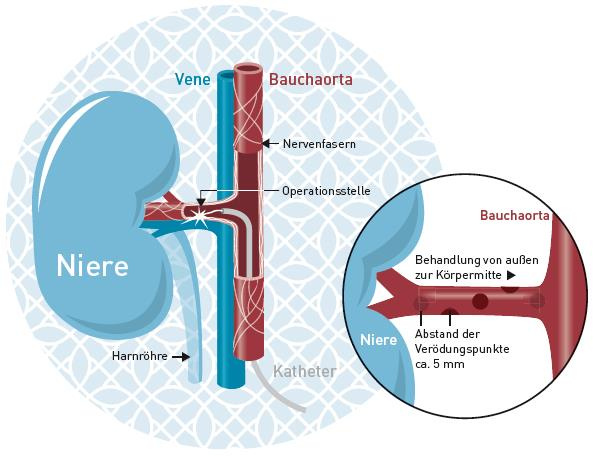
Schematische Darstellung Renale Denervation

Bei der renalen Denervation werden alle efferenten und afferenten Nervenbahnen zwischen Niere und Gehirn elektrisch verödet und damit unterbrochen. Hierfür wird ein Katheter (dünner Schlauch, an dessen Ende sich das Verödungsinstrument befindet) in die Nierenarterie eingeführt, mit dem die Nervenbahnen punktgenau verödet werden. Zum Einsatz kommen Single-Point- und Multi-Point-Katheter. Mit Single-Point-Kathetern wird ein Verödungs-Punkt – auch Ablationspunkt genannt – nach dem anderen vom Operateur gesetzt. Es wird empfohlen, 4–6 Punkte im Spiralmuster anzuordnen. Die geplante Verteilung der Punkte weicht allerdings häufig von der tatsächlichen ab, weshalb manche Operateure den Einsatz von Multi-Point-Kathetern bevorzugen. Bei Multi-Point-Kathetern ist die Verteilung der Punkte über Aufsätze auf die Katheter vorgegeben und entsprechend leichter zu kontrollieren. In Tierversuchen konnte bewiesen werden, dass die Anzahl und Verteilung der Punkte wesentlichen Einfluss auf den Erfolg der Behandlung und die Sicherheit des Patienten haben. So sollten die Ablationspunkte eine Entfernung von 5 mm aufweisen, um dem Risiko einer Nierenarterienstenose vorzubeugen.
Alle erhältlichen Systeme arbeiten mit hohen Temperaturen, um die Trennung der Nervenbahnen zu garantieren. Dabei wird bei den meisten Systemen auch das Endothel (die innerste Schicht auf den Wänden der Blutgefäße) beschädigt. Die Herausforderung besteht darin, genügend Hitze einzubringen, um die Nerven zu trennen, gleichzeitig aber die Temperaturen so gering wie möglich zu halten, um einem Endothelschaden entgegenzuwirken. Bei einem auf dem Markt erhältlichen System wird die Arterieninnenwand mithilfe eines Ballons, der am Katheter angebracht ist, gekühlt. So sollen Endothelschäden verhindert werden.

## Wirksamkeit
Die Wirksamkeit der renalen Denervation wurde bisher nur in wenigen Langzeitstudien mit nur geringen Patientenzahlen untersucht, da die Nierennervverödung eine relativ junge Behandlungsmethode ist. Der erste Bericht wurde von M. Schlaich erst 2009 publiziert, es folgten offene nicht placebokontrollierte Studien mit teils überragenden Ergebnissen, von denen eine eine Blutdrucksenkung von durchschnittlich 32/14 mmHg zeigte (SYMPLICITY HTN-2). Trotz des nicht ausreichend etablierten Wirksamkeitsnachweises wird diese Methode bereits in mehr als achtzig Ländern außerhalb klinischer Studien angewendet, teilweise mit euphorischen Erwartungen.
Hingegen konnte die erste prospektive multizentrische randomisierte klinische Studie (sogenannte SYMPLICITY HTN-3-Studie) mit einem Scheineingriff als Placebo-Intervention mit Einschluss von 535 amerikanischen Patienten mit resistentem Bluthochdruck trotz Einnahme von im Mittel 5,1 verschiedenen Blutdrucksenkern eine Wirksamkeit und Effektivität der renalen Denervation nicht nachweisen. Der systolische Blutdruck lag nach sechs Monaten im Mittel um 14,1 mmHg niedriger als vor dem Eingriff, im Vergleich von 11,7 mmHg in der Kontrollgruppe, was somit eine minimale und statistisch nicht signifikante Blutdrucksenkung von im Mittel 2,4 mmHg erbrachte (Konfidenzintervall −6,9 bis 2,1 mmHg). Der Unterschied des systolischen Blutdrucks von 15 mmHg in der Verumgruppe gegenüber der Placebogruppe sechs Monate nach dem Eingriff als postuliertes Studienziel ließ sich also nicht nachweisen, weshalb die weitreichende Indikationsstellung der renalen Denervation außerhalb von klinischen Studien infrage gestellt werden muss.